# Іршанська сільська рада
Іршанська сільська рада (у 1992 році — Іршавська сільська рада) — колишня адміністративно-територіальна одиниця та орган місцевого самоврядування у Радомишльському районі Житомирської області України з адміністративним центром у с. Ірша.

## Населені пункти
Сільській раді були підпорядковані населені пункти:
- с. Ірша
- с. Вирва

## Населення
Станом на 5 грудня 2001 року, відповідно до перепису населення України, кількість мешканців сільської ради становила 727 осіб.

## Склад ради
Рада складалась з 12 депутатів та голови.

## Керівний склад сільської ради
| ПІБ                       | Основні відомості                                                         | Дата обрання | Дата звільнення |
| ------------------------- | ------------------------------------------------------------------------- | ------------ | --------------- |
| Козленко Любов Миколаївна | Сільський голова, 1972 року народження, освіта, позапартійна              | 26.03.2006   | 31.10.2010      |
| Козленко Любов Миколаївна | Сільський голова, 1972 року народження, освіта вища, член Партії регіонів | 31.10.2010   |                 |

Примітка: таблиця складена за даними джерела

## Історія
Створена 26 червня 1992 року як Іршавська сільська рада, відповідно до рішення Житомирської обласної ради «Про внесення змін в адміністративно-територіальний устрій окремих районів», в складі сіл Вирва Вепринської сільської ради та Ірша Макалевицької сільської ради Радомишльського району Житомирської області. 28 жовтня 1992 року Житомирська обласна рада уточнила назву сільської ради на Іршанську.
Знята з обліку 23 листопада 2015 року через об'єднання до складу Вишевицької сільської територіальної громади Радомишльського району Житомирської області.